# Yvon Mvogo
Yvon Mvogo, né le 6 juin 1994 à Yaoundé au Cameroun, est un footballeur international suisse qui évolue au poste de gardien de but. Il possède également la nationalité camerounaise.

## Biographie

### Enfance et formation
Né le 6 juin 1994 à Yaoundé, Yvon Mvogo passe les six premières années de sa vie dans la capitale camerounaise. Alors que son père a abandonné sa famille, Mvogo rejoint la Suisse, et plus précisément Marly dans le canton de Fribourg, en 2000, avec sa sœur et sa mère, après qu’un Suisse les a fait venir chez lui.
Après avoir commencé par le basket, Mvogo intègre le club de football local à l’âge de neuf ans, où ses coéquipiers lui assignent le rôle de gardien de but en raison de sa grande taille. En 2006, il rejoint les juniors du FC Fribourg et connaît ses premières sélections en équipe de Suisse junior. En 2010, il intègre la filière junior du BSC Young Boys et joue son premier match avec l’équipe des espoirs du club bernois, qui évolue en 1re ligue (troisième division) au cours de la saison 2010-2011, avant de devenir un titulaire plus fréquent de cette équipe durant les saisons suivantes. Durant cette période, il est également régulièrement appelé dans les différentes sélections juniors, mais ne se qualifie jamais pour des phases finales.

### Débuts professionnels avec Young Boys (2013-2017)
Au début de la saison 2013-2014, Mvogo est désigné gardien numéro deux de l’équipe professionnelle, qui évolue en Super League (première division suisse) par Uli Forte et joue son premier match officiel avec cette équipe le 17 août 2013 en Coupe de Suisse contre Veyrier Sports (victoire 8-0). En novembre 2013, le titulaire Marco Wölfli se blesse gravement au talon d’Achille, ce lui permet de gagner le statut de gardien titulaire d'YB. Il devient également, à partir de 2013 le gardien titulaire de l’équipe de Suisse des moins de 21 ans, dont il est plus tard nommé capitaine.
Ses performances avec le club bernois attirent l’attention des dirigeants du football camerounais, qui lui proposent, au printemps 2014, une place pour la Coupe du monde, offre que refuse Mvogo parce qu’il « se sent Suisse à 100% » et parce qu’il ne choisit « jamais la voie de la moindre résistance ». Il est d’ailleurs appelé pour la première fois par Vladimir Petković à participer à un stage de préparation avec l’équipe de Suisse en novembre 2014.
Malgré le retour de blessure de Wölfli, Mvogo conserve la confiance de son entraîneur. Durant la saison 2014-2015, il joue ainsi trente-cinq des trente-six matchs de championnat, ainsi que onze rencontres en Ligue Europa. Au cours de la saison suivante, et malgré le remplacement de Forte par Adi Hütter, il continue sur cette lancée, avec trente-quatre matchs de championnat, auxquels s’ajoutent deux matchs de Coupe et quatre rencontres lors des tours préliminaires de la Ligue des champions et de Ligue Europa. Pendant cette période, il assoit un peu plus sa position de numéro quatre dans la hiérarchie des gardiens de l’équipe de Suisse, derrière Yann Sommer, Roman Bürki et Marwin Hitz, en étant régulièrement appelé lors des stages de préparation.
Il joue une ultime saison avec les Young Boys en 2016-2017, gardant la cage du club de la capitale à trente-cinq reprises en championnat, deux en Coupe de Suisse et 10 en Ligue Europa. Il met un terme à son expérience bernoise sous les ovations du public du Stade de Suisse et avec les félicitations du directeur sportif Christoph Spycher et du chef du scouting Stéphane Chapuisat, après 154 matchs sous les couleurs jaunes et noires.

### Première expérience à l’étranger (2017-2020)

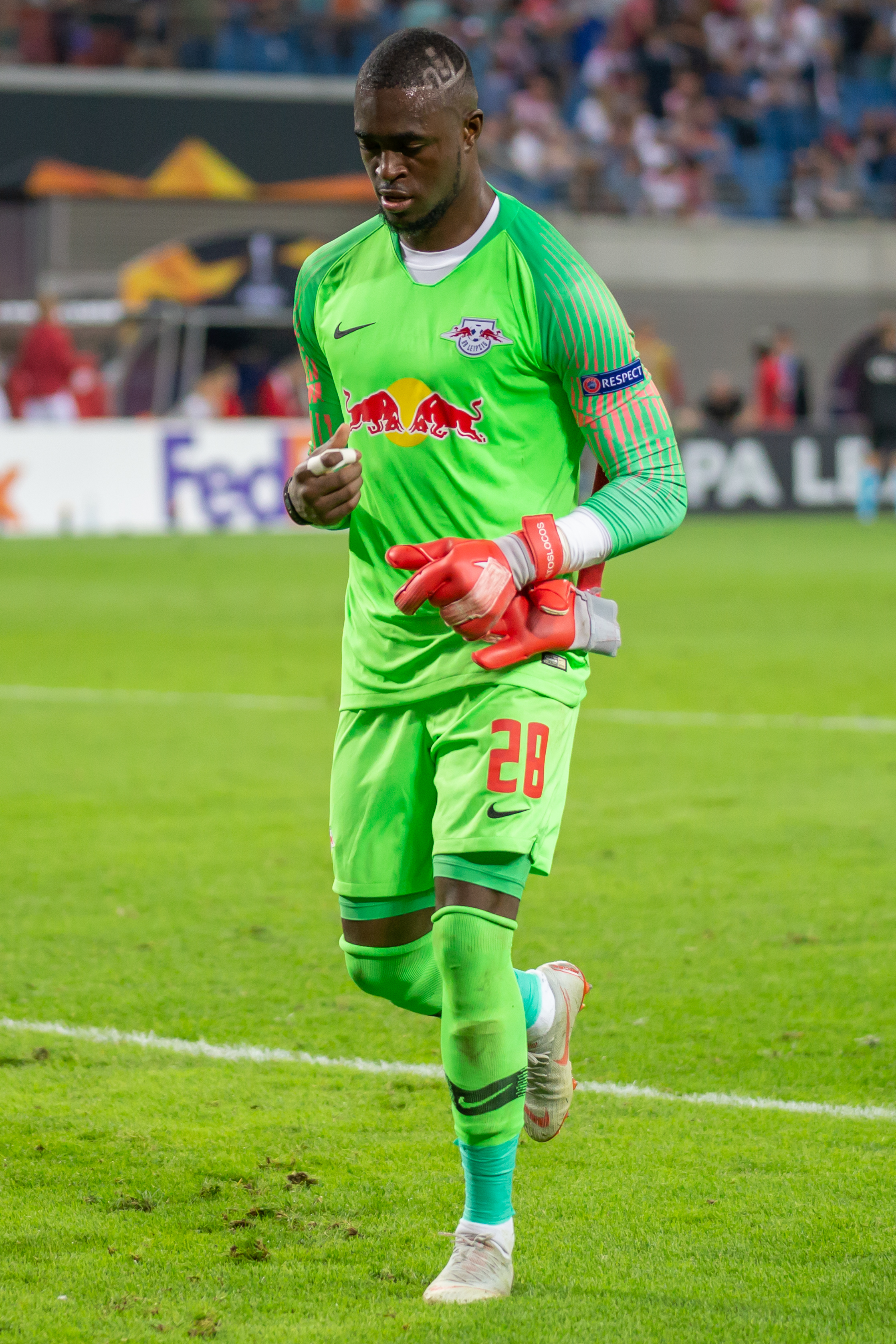
Mvogo avec RB Leipzig en 2018

Au terme de la saison 2016-2017, Mvogo  s’engage pour quatre ans avec le RB Leipzig pour 5 millions d'euros, où il se retrouve en concurrence avec l’international hongrois Péter Gulácsi. Sa première saison en Allemagne se révèle difficile, alors qu’il ne joue qu’un seul match avec son équipe. Il est néanmoins sélectionné pour participer à la Coupe du monde avec la Suisse, où il est le troisième gardien derrière Yann Sommer et Roman Bürki, profitant du forfait de Marwin Hitz.
La saison 2018-2019 commence mieux avec son club, où il joue les matchs de Ligue Europa. En octobre 2018, il joue son premier match avec la Suisse en Islande, un peu moins de quatre ans après son premier camp, en novembre 2014,.
Il a le statut de remplaçant durant ses trois saisons à Leipzig et ne dispute que 19 rencontres dans cet intervalle.

### Prêt au PSV Eindhoven (2020-2022)
Souhaitant être numéro 1 en club, Mvogo souhaite quitter le RB Leipzig. À l'été 2020, il est prêté pour deux ans par le club allemand au PSV Eindhoven où l'entraîneur Roger Schmidt l'utilise en tant que titulaire à son arrivée.
Il perd cette place de titulaire en 2021-2022.

### FC Lorient (2022-2025)
À l'été 2022, Yvon Mvogo s'engage avec le FC Lorient. Sollicité par plusieurs clubs, il choisit l'équipe française dans l'optique d'y être titulaire,. En novembre, il se blesse au tendon quadricipital du genou droit et est contraint à plusieurs mois d'absence, ce qui l'empêche de pouvoir postuler à une place dans le groupe suisse pour la Coupe du monde 2022. Alors que le pronostic médical initial tend à une reprise en juillet 2023, sa bonne récupération permet d'écourter sa durée d'indisponibilité. Durant son absence, Vito Mannone garde les cages lorientaises mais n'inverse pas la hiérarchie. Apte à reprendre la compétition en avril 2023, Mvogo fait son retour à l'occasion de la réception du Toulouse FC en Ligue 1,. Le contrat de Mvogo, initialement clos en juin 2024, est automatiquement prolongé jusqu'en juin 2025 en cas de maintien en Ligue 1 en fin de saison, ce qui se produit. En juin, il figure dans la liste de 26 joueurs appelés par Murat Yakın pour l'Euro 2024.
Cadre du FCL lors de saison 2023-2024, il dispose d'un bon de sortie à la suite de la relégation du club en Ligue 2. Malgré une offre de Parme (Serie A) en début de mercato ou des intérêts de clubs français (Nantes, Nice), il ne trouve pas de point de chute correspondant à ses ambitions,. Titulaire indéboulonnable sous la houlette d'Olivier Pantaloni, il fait partie des acteurs majeurs de la remontée immédiate des Merlus en Ligue 1 et du titre de champion au terme de la saison 2024-2025. En fin de contrat après ce titre, il souhaite découvrir un nouveau challenge dans un club plus huppé et refuse la proposition lorientaise de prolongation,.

## Statistiques

### Statistiques détaillées
| Saison                | Club                  | Championnat           | Championnat | Championnat | Championnat | Coupe(s) nationale(s) | Coupe(s) nationale(s) | Coupe(s) nationale(s) | Compétition(s) continentale(s) | Compétition(s) continentale(s) | Compétition(s) continentale(s) | Compétition(s) continentale(s) | Total | Total | Total |
| Saison                | Club                  | Division              | M.          | B.          | P.d.        | M.                    | B.                    | P.d.                  | Comp.                          | M.                             | B.                             | P.d.                           | M.    | B.    | P.d.  |
| 2013-2014             | BSC Young Boys        | Super League          | 20          | 0           | 0           | 1                     | 0                     | 0                     | -                              | -                              | -                              | -                              | 21    | 0     | 0     |
| 2014-2015             | BSC Young Boys        | Super League          | 35          | 0           | 0           | -                     | -                     | -                     | C3                             | 11                             | 0                              | 0                              | 46    | 0     | 0     |
| 2015-2016             | BSC Young Boys        | Super League          | 34          | 0           | 0           | 2                     | 0                     | 0                     | C1+C3                          | 2+2                            | 0+0                            | 0+0                            | 40    | 0     | 0     |
| 2016-2017             | BSC Young Boys        | Super League          | 35          | 0           | 0           | 2                     | 0                     | 0                     | C1+C3                          | 4+6                            | 0+0                            | 0+0                            | 47    | 0     | 0     |
| Sous-total            | Sous-total            | Sous-total            | 124         | 0           | 0           | 5                     | 0                     | 0                     | -                              | 25                             | 0                              | 0                              | 154   | 0     | 0     |
| 2017-2018             | RB Leipzig            | Bundesliga            | 1           | 0           | 0           | -                     | -                     | -                     | C1+C3                          | -                              | -                              | -                              | 1     | 0     | 0     |
| 2018-2019             | RB Leipzig            | Bundesliga            | 2           | 0           | 0           | -                     | -                     | -                     | C3                             | 10                             | 0                              | 0                              | 12    | 0     | 0     |
| 2019-2020             | RB Leipzig            | Bundesliga            | 2           | 0           | 0           | 3                     | 0                     | 0                     | C1                             | 1                              | 0                              | 0                              | 6     | 0     | 0     |
| Sous-total            | Sous-total            | Sous-total            | 5           | 0           | 0           | 3                     | 0                     | 0                     | -                              | 11                             | 0                              | 0                              | 19    | 0     | 0     |
| 2020-2021             | PSV Eindhoven (prêt)  | Eredivisie            | 33          | 0           | 0           | -                     | -                     | -                     | C3                             | 10                             | 0                              | 0                              | 43    | 0     | 0     |
| 2021-2022             | PSV Eindhoven (prêt)  | Eredivisie            | 8           | 0           | 0           | 1                     | 0                     | 0                     | C1+C3+C4                       | 0+0+2                          | 0+0+0                          | 0+0+0                          | 11    | 0     | 0     |
| Sous-total            | Sous-total            | Sous-total            | 41          | 0           | 0           | 1                     | 0                     | 0                     | -                              | 12                             | 0                              | 0                              | 54    | 0     | 0     |
| 2022-2023             | FC Lorient            | Ligue 1               | 21          | 0           | 0           | -                     | -                     | -                     | -                              | -                              | -                              | -                              | 21    | 0     | 0     |
| 2023-2024             | FC Lorient            | Ligue 1               | 34          | 0           | 0           | -                     | -                     | -                     | -                              | -                              | -                              | -                              | 34    | 0     | 0     |
| 2024-2025             | FC Lorient            | Ligue 2               | 33          | 0           | 0           | -                     | -                     | -                     | -                              | -                              | -                              | -                              | 33    | 0     | 0     |
| Sous-total            | Sous-total            | Sous-total            | 88          | 0           | 0           | -                     | -                     | -                     | -                              | -                              | -                              | -                              | 88    | 0     | 0     |
| Total sur la carrière | Total sur la carrière | Total sur la carrière | 258         | 0           | 0           | 9                     | 0                     | 0                     | -                              | 48                             | 0                              | 0                              | 315   | 0     | 0     |

### En sélection nationale
| Saison                | Sélection             | Phases finales              | Phases finales | Phases finales | Phases finales | Éliminatoires | Éliminatoires | Éliminatoires | Matchs amicaux | Matchs amicaux | Matchs amicaux | Total | Total | Total |
| Saison                | Sélection             | Compétition                 | M              | B              | Pd             | M             | B             | Pd            | M              | B              | Pd             | M     | B     | Pd    |
| --------------------- | --------------------- | --------------------------- | -------------- | -------------- | -------------- | ------------- | ------------- | ------------- | -------------- | -------------- | -------------- | ----- | ----- | ----- |
| 2018-2019             | Suisse                | Ligue des nations 2018-2019 | 1              | 0              | 0              | -             | -             | -             | 1              | 0              | 0              | 2     | 0     | 0     |
| 2020-2021             | Suisse                | -                           | -              | -              | -              | -             | -             | -             | 2              | 0              | 0              | 2     | 0     | 0     |
| 2023-2024             | Suisse                | -                           | -              | -              | -              | 2             | 0             | 0             | 3              | 0              | 0              | 5     | 0     | 0     |
| 2024-2025             | Suisse                | Ligue des nations 2024-2025 | 1              | 0              | 0              | -             | -             | -             | 1              | 0              | 0              | 2     | 0     | 0     |
| Total sur la carrière | Total sur la carrière | Total sur la carrière       | 2              | 0              | 0              | 2             | 0             | 0             | 7              | 0              | 0              | 11    | 0     | 0     |

### Liste des matchs internationaux
| Matchs internationaux de Yvon Mvogo | Matchs internationaux de Yvon Mvogo | Matchs internationaux de Yvon Mvogo                              | Matchs internationaux de Yvon Mvogo | Matchs internationaux de Yvon Mvogo | Matchs internationaux de Yvon Mvogo | Matchs internationaux de Yvon Mvogo                      |
|                                     | Date                                | Lieu                                                             | Adversaire                          | Résultats                           | Compétitions                        | Notes                                                    |
| ----------------------------------- | ----------------------------------- | ---------------------------------------------------------------- | ----------------------------------- | ----------------------------------- | ----------------------------------- | -------------------------------------------------------- |
| 1.                                  | 15 octobre 2018                     | Laugardalsvöllur, Reykjavik, Islande                             | Islande                             | 1 - 2                               | Ligue des nations 2018-2019         | Titulaire.                                               |
| 2.                                  | 14 novembre 2018                    | Stadio comunale Cornaredo, Lugano, Suisse                        | Qatar                               | 0 - 1                               | Match amical                        | Titulaire.                                               |
| 3.                                  | 11 novembre 2020                    | Stade Den Dreef, Louvain, Belgique                               | Belgique                            | 2 - 1                               | Match amical                        | Titulaire.                                               |
| 4.                                  | 3 juin 2021                         | Kybunpark, Saint-Gall, Suisse                                    | Liechtenstein                       | 7 - 0                               | Match amical                        | Titulaire.                                               |
| 5.                                  | 12 septembre 2023                   | Stade de Tourbillon, Sion, Suisse                                | Andorre                             | 3 - 0                               | Éliminatoires de l'Euro 2024        | Titulaire.                                               |
| 6.                                  | 21 novembre 2023                    | Arena Națională, Bucarest, Roumanie                              | Roumanie                            | 1 - 0                               | Éliminatoires de l'Euro 2024        | Titulaire.                                               |
| 7.                                  | 23 mars 2024                        | Parken Stadium, Copenhague, Danemark                             | Danemark                            | 0 - 0                               | Match amical                        | Rentre en jeu à la 37e minute à la place de Yann Sommer. |
| 8.                                  | 26 mars 2024                        | Aviva Stadium, Dublin, Irlande                                   | République d'Irlande                | 0 - 1                               | Match amical                        | Titulaire.                                               |
| 9.                                  | 4 juin 2024                         | Swissporarena, Lucerne, Suisse                                   | Estonie                             | 4 - 0                               | Match amical                        | Titulaire.                                               |
| 10.                                 | 18 novembre 2024                    | Stade Heliodoro Rodríguez López, Santa Cruz de Tenerife, Espagne | Espagne                             | 3 - 2                               | Ligue des nations 2024-2025         | Titulaire.                                               |
| 11.                                 | 25 mars 2025                        | Kybunpark, Saint-Gall, Suisse                                    | Luxembourg                          | 3 - 1                               | Match amical                        | Titulaire.                                               |

## Palmarès

### En club
| BSC Young Boys                                               | PSV Eindhoven (2) | FC Lorient (1)                    |
| ------------------------------------------------------------ | --- | --------------------------------- |
| - Championnat de Suisse : - Vice-champion : 2015, 2016, 2017 | - Coupe des Pays-Bas (1) : - Vainqueur : 2022 - Supercoupe des Pays-Bas (1) : - Vainqueur : 2022 - Championnat des Pays-Bas - Vice-champion : 2021 et 2022 | - Ligue 2 (1) : - Champion : 2025 |

### Distinctions personnelles
- Trophée UNFP du Meilleur gardien de Ligue 2 en 2025[25]’[26]
- Nommé dans l'équipe type de Ligue 2 aux Trophées UNFP du football 2025[27]